# Râul Săcămaș
Râul Săcămaș este un curs de apă, afluent al râului Mureș. 

## Hărți
- Harta județului Hunedoara
- Harta munții Poiana Ruscă  Arhivat în 12 martie 2010, la Wayback Machine.